# Diplodocus og den mystiske Hokus Pokus
Diplodocus og den mystiske Hokus Pokus (polsk originaltitel: Smok Diplodok) er en polsk animationsfilm og familiefilm fra 2024, der er instrueret af Wojtek Wawszczyk. Historien om den nysgerrige dinosaurus Diplodocus og hans farefulde færd for at redde sit tegneserieunivers er baseret på den polske tegner Tadeusz Baranowskis kendte tegneserie.

## Handling
Filmens hovedperson er den nysgerrige dinosaur Diplodocus, hvis forældre forsvinder under mystiske omstændigheder. Diploducus finder ud af, at han bor i en tegneserie tegnet af kunstneren Ted. Ted er blevet overbevist om, at hans dinosaurtegneserie forhindrer ham i at bryde igennem, og han forsøger derfor at slette tegneserien igen. Diplodocus forsøger at forhindre det og må begive sig ud på en spændende og farefuld færd, hvor han både skal lære at tro på sig selv og overbevise Ted om det samme. Diplodocus opdager, at han kan teleportere sig til forskellige tegneserier og møder den mystiske troldmand Hokus Pokus, en sær videnskabsmand og mange andre mærkelige skabninger. 

## Danske stemmer
- Szhirley
- Sebastian Jessen
- Jens Jacob Tychsen
- Lisbeth Wulff
- Niels Ellegaard
- Michael Elo
- Nadia Nouamani

## Modtagelse
Filmmagasinet Ekko tildelte filmen fem stjerner ud af seks. Magasinet skrev, at filmen var en sjov, opfindsom og uforudsigelig metaleg, og at børnene blandt publikum lå flade af grin.